# Daína Chaviano
Pour les articles homonymes, voir Chaviano.
Œuvres principales
- L'Île des amours éternelles

Daína Chaviano, née en 1957 à La Havane, est une écrivaine cubaine.
Avec Angélica Gorodischer (Argentine) et Elia Barceló (en) (Espagne), elle est considérée comme étant l'une des écrivaines les plus importantes de la littérature fantastique et de la science-fiction en Amérique latine[réf. nécessaire].

## Biographie
Titulaire d’une licence de langue et littérature anglaises de l’Université de La Havane, elle a reçu son premier prix littéraire au cours de ses études, lors du premier concours de littérature de science-fiction organisé à Cuba.
À l'époque où elle vivait dans son île natale, elle écrivit plusieurs livres de science-fiction et de fantasy, devenant la romancière la plus vendue et la plus admirée dans ces deux genres de l’histoire de son pays.
Après avoir quitté Cuba pour les États-Unis, en 1991, elle s’est fait plus largement connaître par une série de romans dans lesquels elle aborde des sujets plus contemporains et historiques assortis d’importants éléments mythologiques et fantastiques. Sa prose se déploie avec une égale aisance dans le genre fantastique et dans la littérature traditionnelle.
Ses sujets de prédilection touchent à la mythologie, l’érotisme, l’histoire ancienne, la sociologie, la parapsychologie, la politique et la magie, développés dans un style plein d’images à la fois poétiques et sensuelles.
Parmi ses œuvres, on peut distinguer le cycle romanesque de “La Havane cachée”, composé de Gata encerrada, Casa de juegos, El hombre, la hembra y el hambre, et L'île des amours éternelles.
Publié en 25 langues, L'île des amours éternelles est le roman cubain le plus traduit de tous les temps. En 2007, il a reçu la première Médaille d’Or du concours des Florida Book Awards – dont les prix récompensent les meilleurs livres publiés l’année précédente –, dans la catégorie « Meilleure Œuvre en Langue Espagnole ». Ce roman a été finaliste du Prix Relay du Roman d'Évasion 2008.
Daína Chaviano vit aux États-Unis depuis 1991.

## Influences littéraires
Ses influences littéraires viennent principalement du monde celte, de diverses mythologies et des principales épopées de peuples anciens. Parmi ces références on retrouve la légende arthurienne, les mythes grecs, romains, égyptiens, précolombiens ou encore afro-cubains. On retrouve également les premières épopées de l'humanité, proches de la préhistoire, comme l’Épopée de Gilgamesh, le Mahâbhârata, le Popol Vuh ou l'Odyssée.
Quant à ses influences contemporaines, elles correspondent notamment à des auteurs européens et anglo-saxons comme Margaret Atwood, Milan Kundera, Ursula K. Le Guin, Ray Bradbury, Anaïs Nin, J. R. R. Tolkien et William Shakespeare.

## Œuvres en français
- 1986 : La Dame Au Cerf (La dama del ciervo). Antarès (Science Fiction & Fantastique sans Frontières), #17. Traduction de Jean-Pierre Moumon.
- 1986 : Niobe. Antarès (Science Fiction & Fantastique sans Frontières), #19. Traduction de Jean-Pierre Moumon.
- 2008 : L'Île des amours éternelles (Éditions Buchet-Chastel, traduction de Caroline Lepage). (ISBN 978-2-283-02308-2).
- 2019 : Le Bijou (La joya). Galaxies, #59. Traduction Jean-Pierre Laigle.

## Œuvres en espagnol
Hors de Cuba
- 1994 : Confesiones eróticas y otros hechizos (poèmes). Betania, Madrid, Espagne.
- 1998 : El hombre, la hembra y el hambre (roman). Planeta, Barcelona, Espagne.
- 1999 : Casa de juegos (roman). Planeta, Barcelona, Espagne.
- 2001 : Gata encerrada (roman). Planeta, Barcelona, Espagne.
- 2001 : País de dragones (histoires). Espasa Juvenil, Madrid, Espagne.
- 2003 : Fábulas de una abuela extraterrestre (roman). Océano, Mexique.
- 2004 : Los mundos que amo (roman). Alfaguara, Bogotá, Colombie.
- 2005 : El abrevadero de los dinosaurios (contes). Nueva Imagen, Mexique.
- 2006 : La isla de los amores infinitos (roman). Grijalbo, Espagne.
- 2007 : Historias de hadas para adultos (nouvelles). Minotauro, Espagne.
- 2017 : Extraños testimonios (contes). Huso, Espagne.
- 2019 : Los hijos de la Diosa Huracán (roman). Grijalbo, Espagne.

À Cuba
- 1980 : Los mundos que amo (contes), Unión.
- 1983 : Amoroso planeta (contes), Letras Cubanas.
- 1986 : Historias de hadas para adultos (nouvelles), Letras Cubanas.
- 1988 : Fábulas de una abuela extraterrestre (roman), Letras Cubanas.
- 1989 : La anunciación (scénario), Extensión Universitaria.
- 1990 : El abrevadero de los dinosaurios (contes), Letras Cubanas.

## Prix et distinctions
- 1979 : Prix National de Littérature de Science-Fiction "David" (Los mundos que amo).
- 1988 : Prix National "13 de marzo" du Meilleur Scénario ("La anunciación).
- 1989 : Prix National de Littérature pour Enfants "La Edad de Oro" 1989 (País de dragones).
- 1990 : Prix Anna-Seghers, Académie des Arts de la RDA (Fábulas de una abuela extraterrestre).
- 1998 : Prix Azorín du Roman, Espagne (El hombre, la hembra y el hambre: L'homme, la femme et la faim).
- 2003 : Prix International de Littérature Fantasy Goliardos, Mexique (Fábulas de una abuela extraterrestre).
- 2004 : Invitée d'Honneur au 25e Congrès International de l'Art Fantastique, Fort Lauderdale (États Unis).
- 2007 : Médaille d'Or de la Meilleure Œuvre en Langue Espagnole, Florida Book Awards, États-Unis (La isla de los amores infinitos).
- 2008 : Finaliste du Prix Relay du Roman d'Évasion, France (L'île des amours éternelles).
- 2014 : Prix National Malinalli pour la Promotion des Arts, des Droits de L'Homme et de la Diversité Culturelle, Mexique.
- 2014 : Invitée d'Honneur et Ecrivain à L'Honneur à la Foire du Livre de L'Université de Tabasco (Mexique).